# 高橋知由
高橋 知由（たかはし ともゆき、1985年 - ）は、日本の脚本家である。

## 経歴
2010年、日本大学大学院芸術学研究科修士課程を修了。『螺旋銀河』や『ハッピーアワー』などの脚本を手がけた。

## フィルモグラフィー

### 映画
- 不気味なものの肌に触れる（2013年）
- 最後の命（2014年）
- 螺旋銀河（2014年）
- ハッピーアワー（2015年）
- 王国（あるいはその家について）（2018年）
- あなたにふさわしい（2018年）
- ムーンライト・シャドウ（2021年）
- 白鍵と黒鍵の間に（2023年）

## 受賞
- 2014年 - チェルシー映画祭 - 最優秀脚本賞（『最後の命』）[3]
- 2016年 第10回アジア太平洋映画賞 - 脚本賞『ハッピーアワー』（濱口竜介、野原位と受賞）[4]